# Sternoglyphus metallipennis
Sternoglyphus metallipennis är en skalbaggsart som beskrevs av Desbordes 1916. Sternoglyphus metallipennis ingår i släktet Sternoglyphus och familjen stumpbaggar. Inga underarter finns listade i Catalogue of Life.